# Gamasellus muscosus
Gamasellus muscosus är en spindeldjursart som beskrevs av Hurlbutt 1979. Gamasellus muscosus ingår i släktet Gamasellus och familjen Ologamasidae. Inga underarter finns listade i Catalogue of Life.